# Fajã Grande (Ilha de São Jorge)
Se procura a freguesia homónima da ilha das Flores, veja Fajã Grande.

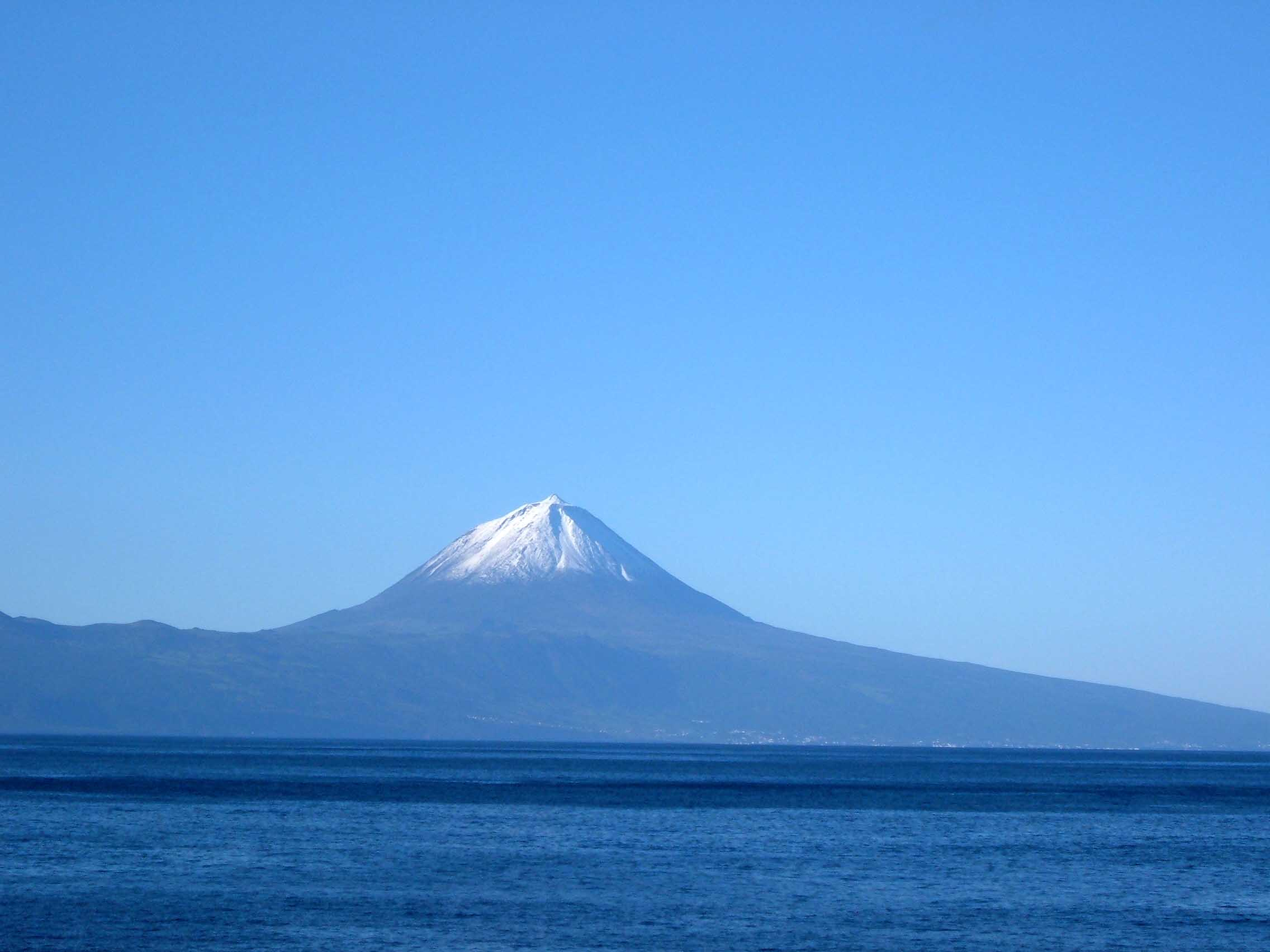
Ilha do Pico vista da Fajã Grande, Calheta, ilha de São Jorge.

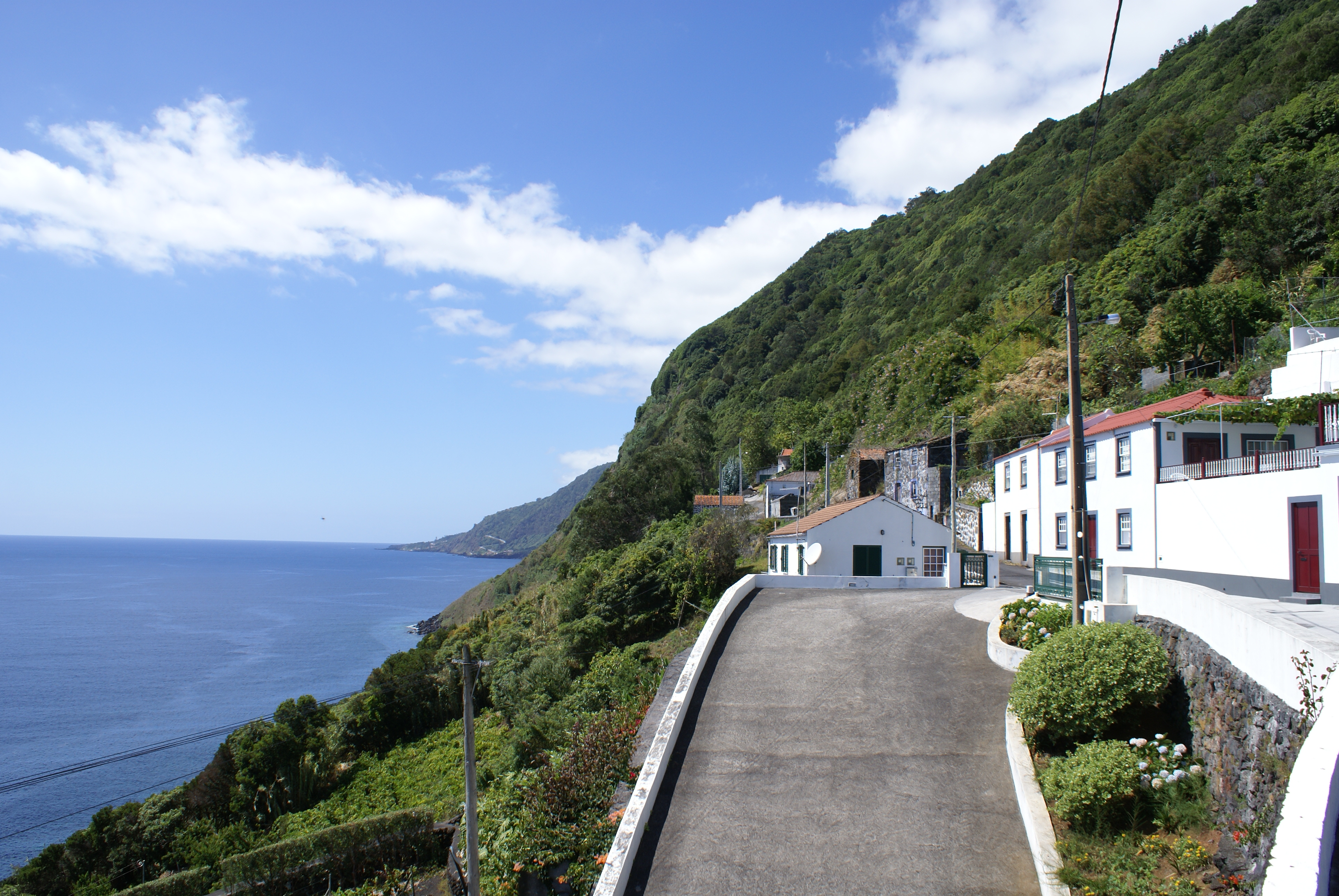
Casario na Fajã Grande.

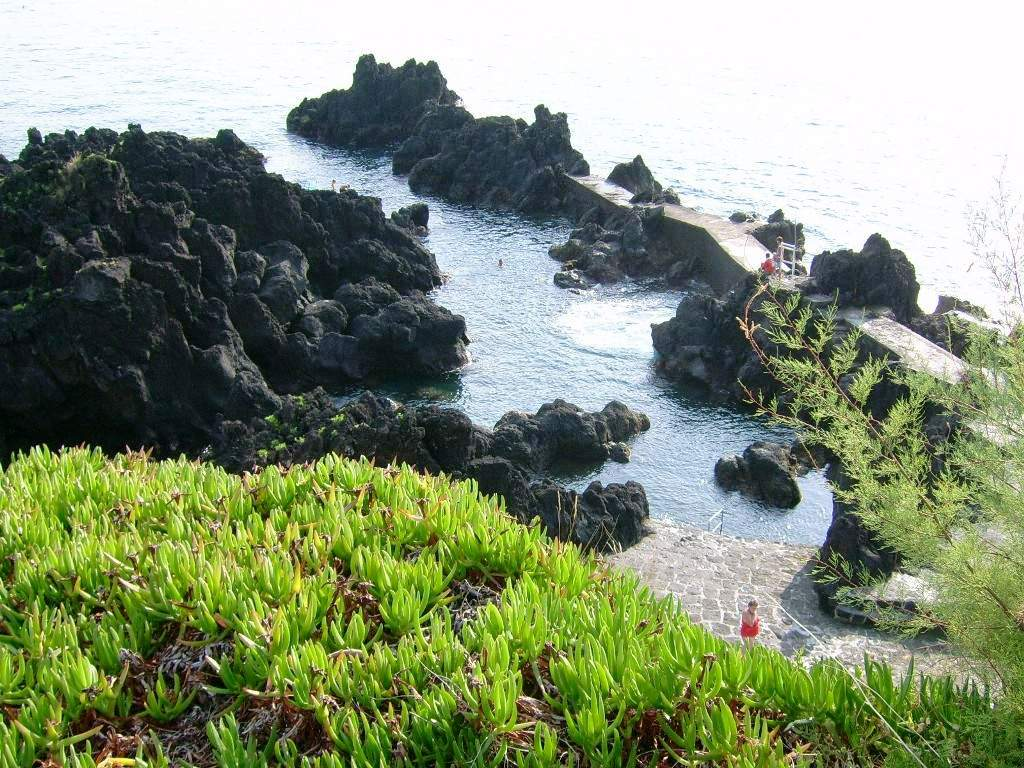
Vistar parcial da zona balnear da Fajã Grande, Calheta.

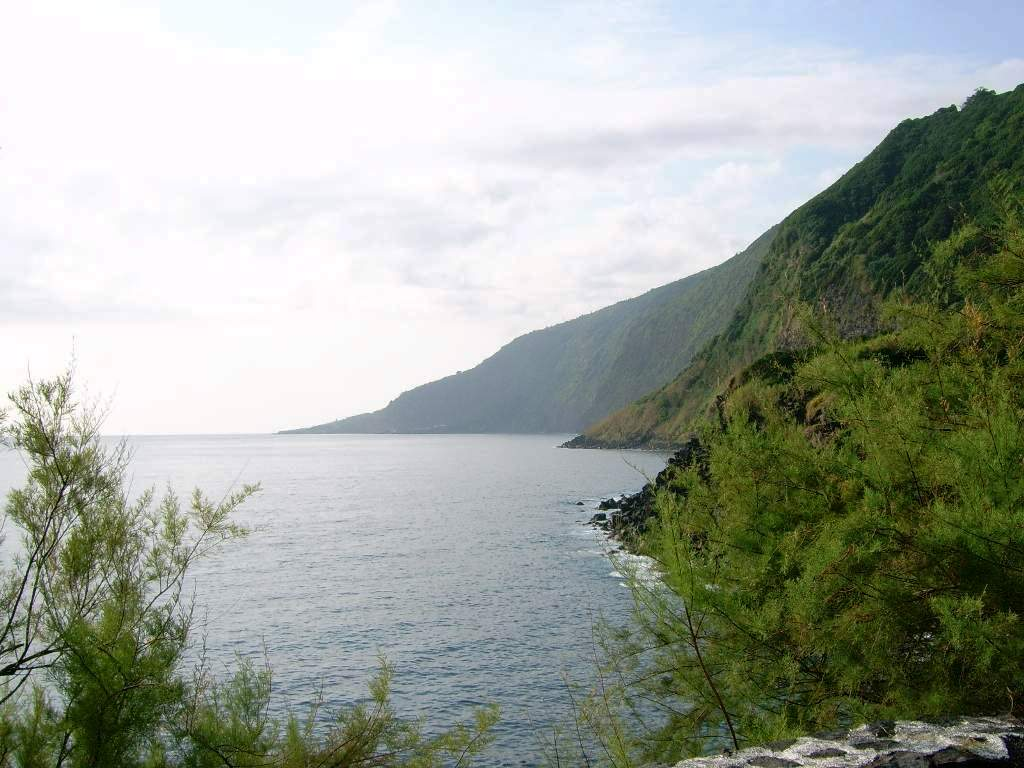
Vista parcial da Fajã Grande,ilha de São Jorge.

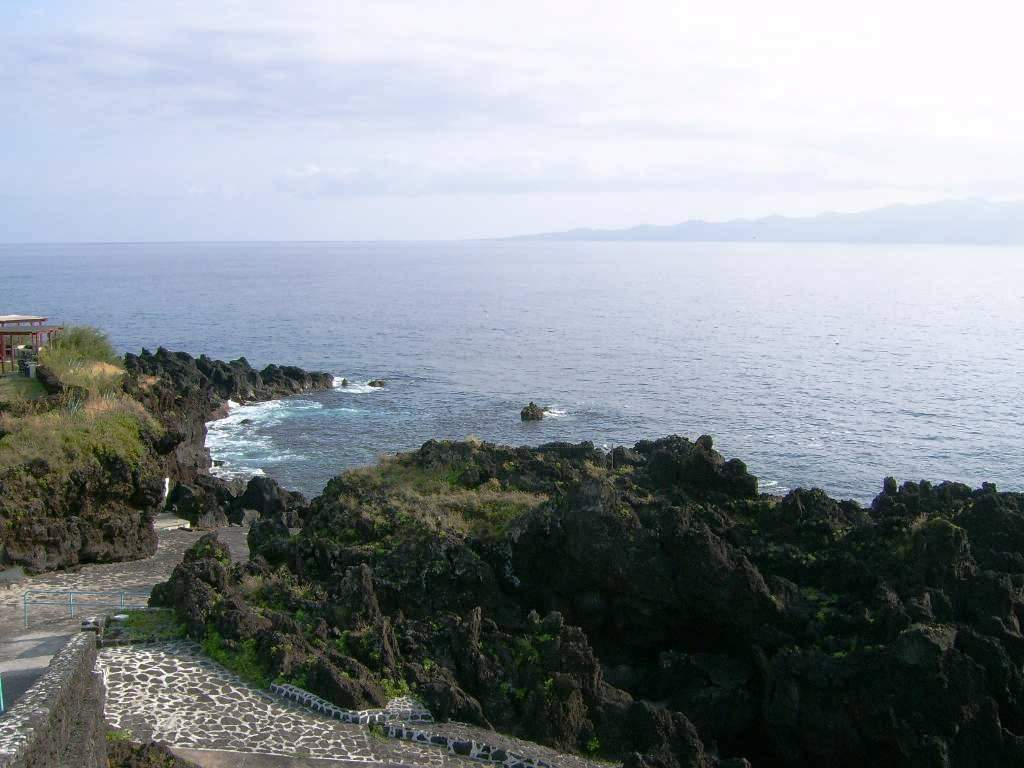
Vista parcial da zona balnear da Fajã Grande, Calheta.

A Fajã Grande é uma fajã portuguesa pertence ao concelho da Calheta, e fica localizada na costa Sul da ilha. Também é conhecida por Fajã de Vicente Dias.
O caminho para a fajã é bem asfaltado e tem boas condições para qualquer viatura.
O número de casas modernas é bastante superior ao das casas antigas, das quais algumas estão em ruínas.
Ao invés das outras fajãs, o número de habitantes permanentes é elevado.
A fajã Grande tem um porto de pesca, na Ponta de Vicente Dias, com poucos barcos que são utilizados frequentemente para a pesca e passeio.
Foi sempre uma fajã com muitos pescadores, principalmente homens que dividiam a vida do mar com o amanho da terra. Os peixes mais capturados são o sargo, a salema, o peixe-rei, a garoupa, o chicharro, a cavala, o carapau e a tainha.
Os barcos são utilizados para a pesca de fundo. Apanham-se também muitase boa lagosta.
Quanto às aves, são de referir o melro, o cagarro, a gaivota, o estorninho,  o pardal, o ganso, e o maçarico real.
Esta fajã tem cinco fontes na Ponta da Penedia e uma outra mais acima, situada  na chamada zona das Fragueiras .
Existem três moinhos de vento, dois deles situados no Caminho do Porto, a que chamam o Caminho da Ponta. Um deles foi transformado e é ocupado por um snack-bar com esplanada. Ao lado do cais foi construída uma piscina natural e um parque de campismo.
Os turistas e as pessoas que vêm de Verão para a fajã, vêem vindimar e apascentar o gado.
As culturas desta fajã são a vinha, o milho, o feijão, a batata e aqui ali surge uma bananeira. Junto hás fontes de água existe o inhame.
Nesta fajã existe uma templo cristão, a Ermida do Senhor Bom Jesus, cuja festa de honra se realiza no último domingo de Setembro com missa cantada, procissão, arrematações e arraial.
Nesta localidade está instalado o Cemitério da Calheta e no, seu extremo ocidental, no local denominado Outeiro das Mentiras, local de lazer de antanho, foi construída a referida Ermida do Senhor Bom Jesus, que foi benzida a 18 de Outubro de 1896.

## Galeria

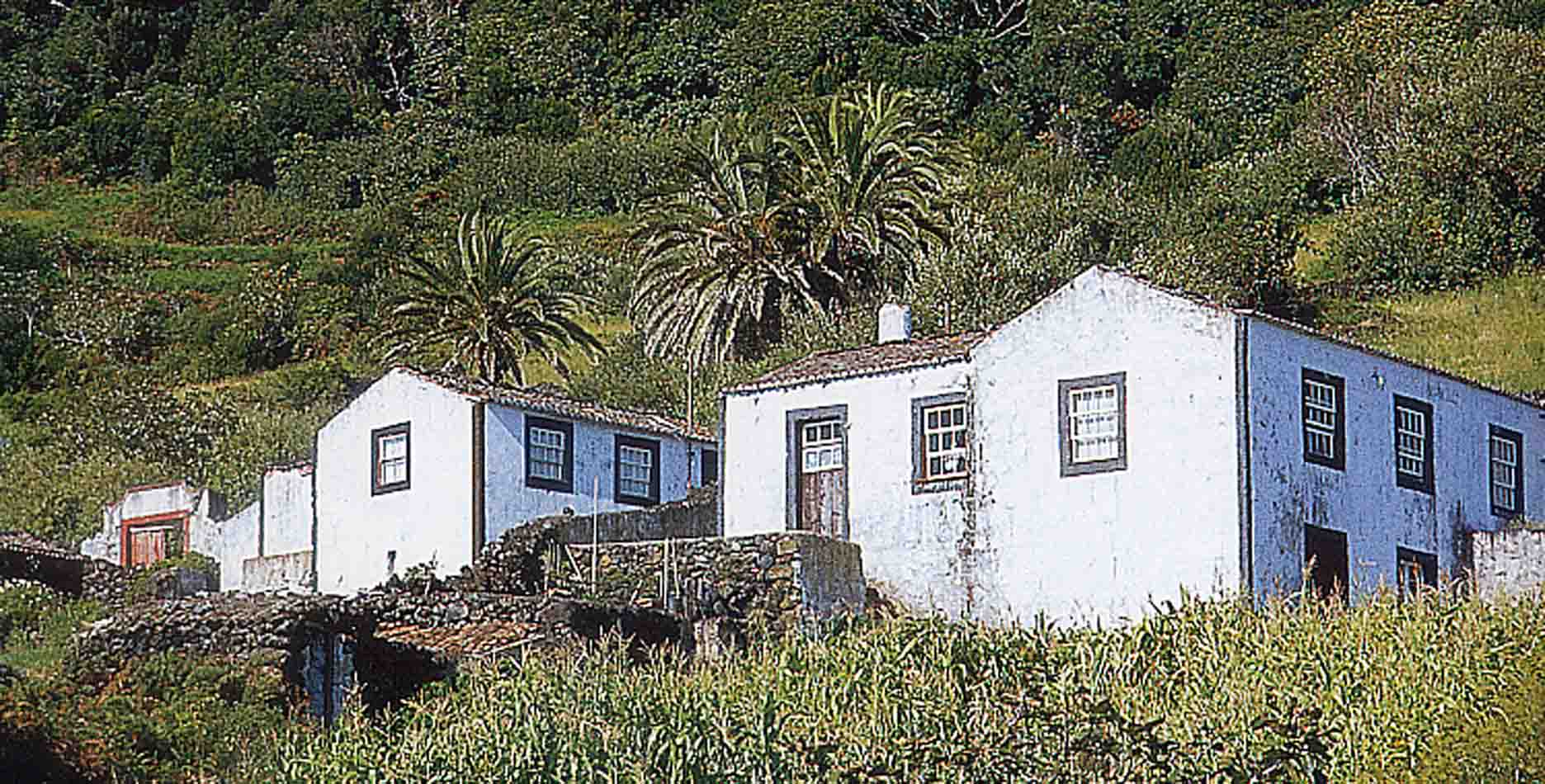